# Mythimna pudorina
Mythimna pudorina là một loài bướm đêm trong họ Noctuidae.

## Hình ảnh

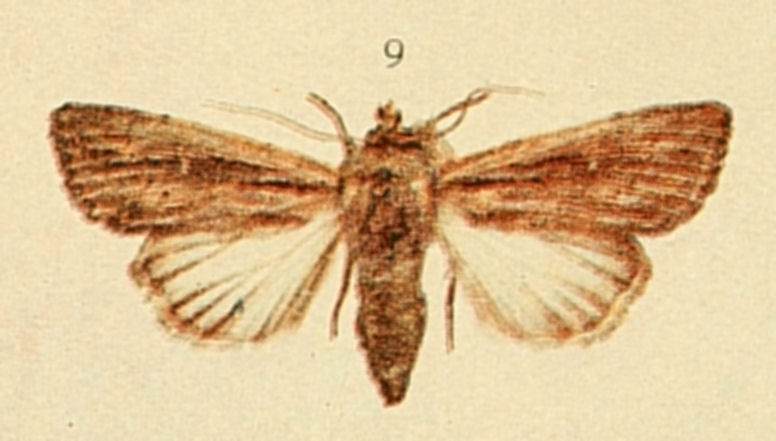
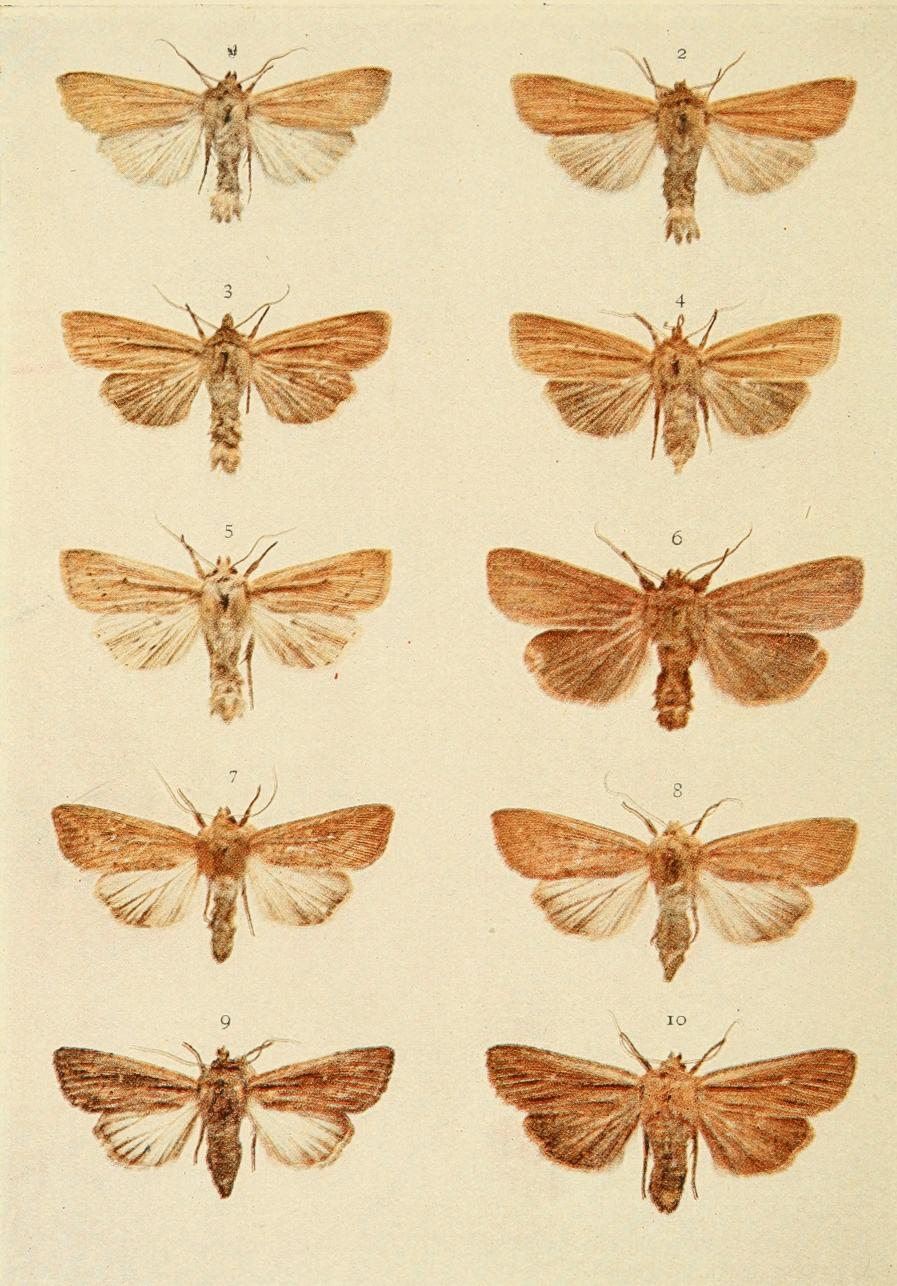
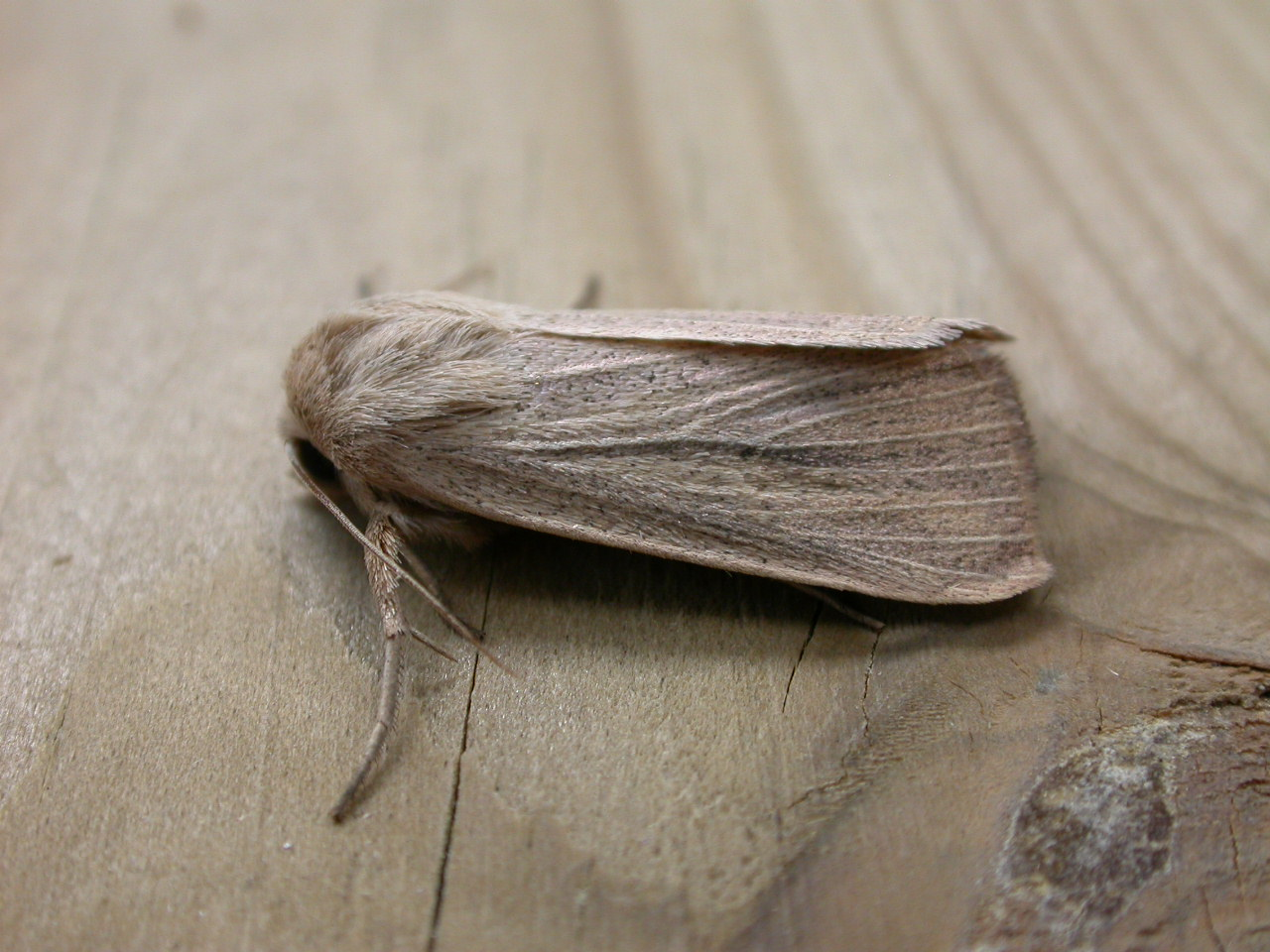
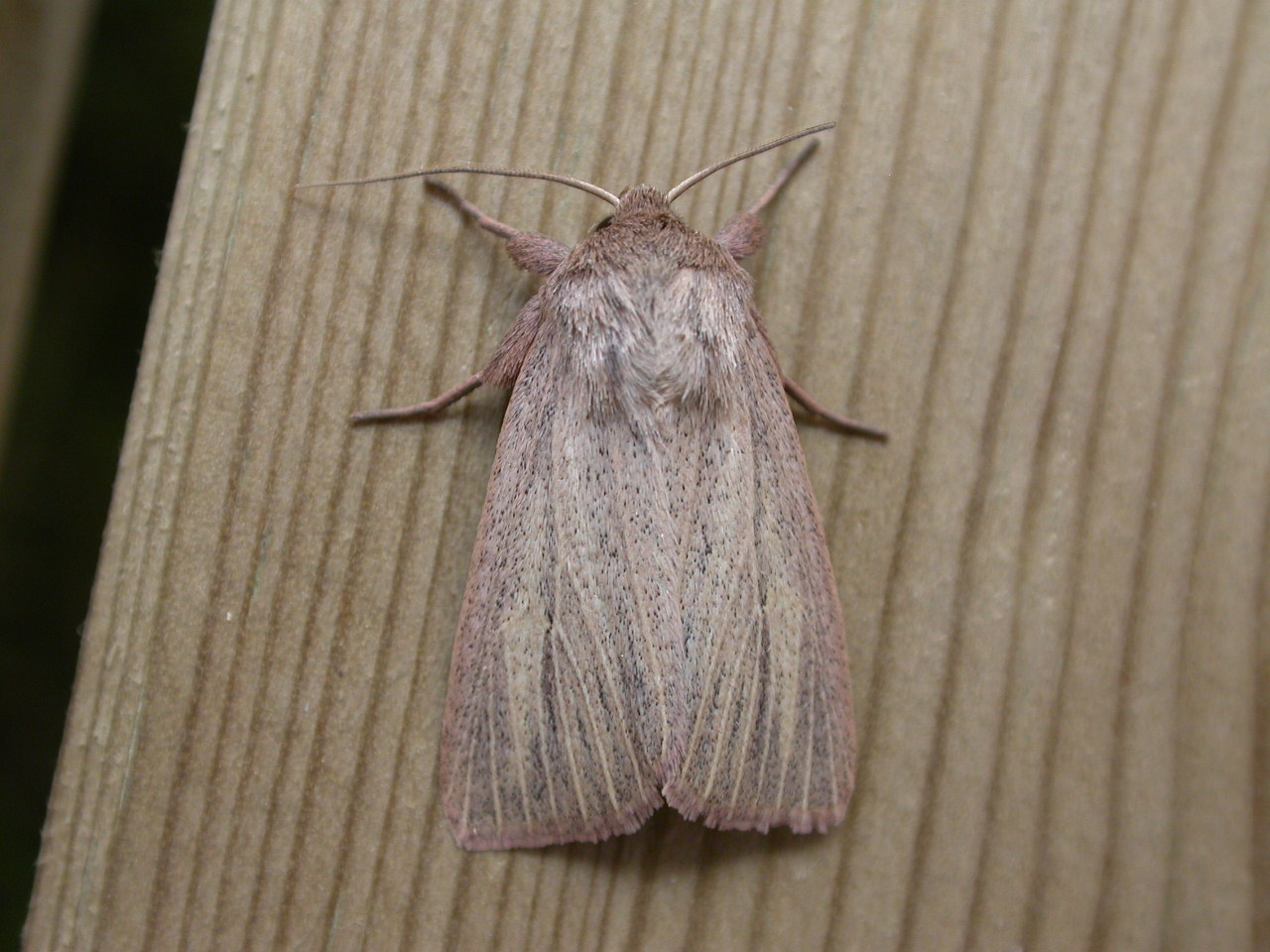